# Sapotier noir
Diospyros digyna, Bois noir
Ne doit pas être confondu avec sapotier, sapotier blanc ou Néflier.
Espèce
Classification phylogénétique
Statut CITES
Synonymes
- Diospyros ebenaster Retz.
- Diospyros membranacea A. DC.
- Diospyros nigra Blanco
- Diospyros obtusifolia Kunth
- Diospyros obtusifolia Humb. & Bonpl. ex Willd.
- Diospyros sapota Roxb.[1]

Le sapotier noir, néflier d’Amérique ou bois noir (Diospyris digyna), est une espèce de plante à fleurs de la famille des Ebenaceae. C'est un arbre tropical originaire du Mexique et d'Amérique centrale.
Le latex de l'arbre a servi à la préparation des chewing-gums. Il est maintenant cultivé pour ses fruits, appelés sapotes noires (à ne pas confondre avec les sapotes, fruits de Pouteria sapota), ou encore black apples (anglais), ebeno agrios (espagnol). Le nom maya, tant de l'arbre que du fruit, est taúch.

## Description
Le sapotier noir est un gros arbre (hauteur allant jusqu'à 25 m), au feuillage vert. C'est une plante tropicale et subtropicale.
Il porte à la fois des fleurs mâles, femelles et des deux sexes. Les fleurs ont un parfum de gardénia.
Immature le fruit, légèrement ovale, ressemble à une tomate verte. Les sapotes noires non mûres sont très astringentes et irritantes. En murissant, la couleur de la peau passe au vert olive puis au vert-brun et la chair, onctueuse, est alors noire-chocolat d'où son surnom de « caca poule » à La Réunion.
Ayant un goût de chocolat, il se mange principalement cuit, ou alors cru, à condition d’être blet, comme pour le kaki ou la nèfle.

## Composition du fruit
Pour 100 g.
– eau : 80 g
– protéines : 0.6 g
– glucides : 13 g
– graisses : 0.01 g
– calcium : 22 mg
– phosphore : 23 mg
– fer : 0.36 mg
– carotène : 0.19 mg
– vitamines B3 : 0.2 mg
– riboflavine B2 : 0.03 mg
– acide ascorbique C : 191.7 mg
calories pour 100 g : 45 kcal

### Vertus
Le fruit contient 2 fois plus de vitamine C que l'orange et de la vitamine A ;
Il est riche en riboflavine (réparation musculaire), en fer (anti-anémie), magnésium (anti-fatigue) et carotène (anti-oxydant).

## Répartition
L'espèce pousse au Mexique et au Guatemala et a été introduite aux Philippines au XVIIe siècle. Elle est également présente à l'île de la Réunion ainsi qu'en Australie. Une autre espèce s'est implantée à proximité des plages de Floride, le sapotier blanc, aux fruits plus sucrés.

## Culture
Les conditions optimales de culture sont des températures entre 20-35°C, une humidité relative élevée et une protection contre les vents froids (zones USDA 10-11) ainsi que des précipitations moyennes minimales de 1 300 mm. 
Température minimale supportée : environ 1°C à 4°C (30-40°F). La plante ne tolère pas le gel.